# Hemiaufidus mentaweiensis
Hemiaufidus mentaweiensis är en insektsart som beskrevs av Schmidt 1920. Hemiaufidus mentaweiensis ingår i släktet Hemiaufidus och familjen spottstritar. Inga underarter finns listade i Catalogue of Life.